# Ок-Хилл (Западная Виргиния)
Ок-Хилл (англ. Oak Hill) — город в округе Фейетт, штат Западная Виргиния (США). По данным переписи за 2010 год число жителей города составляло 7730 человек, по оценке Бюро переписи США в 2015 году в городе проживало 8140 человек. Является главным городом микрополитенского статистического ареала Ок-Хилл и самым крупным городом в округе Фейетт.

## Географическое положение
Ок-Хилл находится на плато в центре штата Западная Виргиния. По данным Бюро переписи населения США город имеет общую площадь в 12,67 км² (12,64 км² — суша, 0,03 км² — вода).

### Транспорт
Через город проходят:
- US 19 (англ. US Highway 19) подходит к Ок-Хилл с севера (со стороны Фейетвилла).
- Дорога 16 штата Западная Виргиния[англ.] идёт от Маунт-Хопа в сторону Фейетвилла.
- Дорога 61 штата Западная Виргиния[англ.] идёт от Маунт-Хопа в сторону Чарлстона.

## История
Первое поселение на территории Ок-Хилла появилось в 1820 году. Название поселения произошло от почтового офиса на холме Хилл-Топ, на котором рос высокий дуб (Oak). Он являлся торговым центром для местных фермеров до проведения железной дороги Чесапика и Огайо через Виргинию. После этого в регионе началось активное развитие горнодобывающей промышленности, а Ок-Хилл превратился в важный банковский и торговый центр. Город был инкорпорирован в 1903 году. Ок-Хилл является самым крупным городом в округе Фейетт с газетой, радио и телевизионной станцией.

## Население
По данным переписи 2010 года население Ок-Хилл составляло 7730 человек (из них 46,8 % мужчин и 53,2 % женщин), в городе было 3398 домашних хозяйств и 2085 семей. На территории города была расположена 3703 постройка со средней плотностью 292,3 построек на один квадратный километр суши. Расовый состав: белые — 93,3 %, афроамериканцы — 4,3 %, коренные американцы (индейцы) — 0,3 %.
Население города по возрастному диапазону по данным переписи 2010 года распределилось следующим образом: 21,2 % — жители младше 18 лет, 3,0 % — между 18 и 21 годами, 56,8 % — от 21 до 65 лет и 19,0 % — в возрасте 65 лет и старше. Средний возраст населения — 43,3 лет. На каждые 100 женщин в Ок-Хилл приходилось 87,9 мужчин, при этом на 100 совершеннолетних женщин приходилось уже 81,0 мужчин сопоставимого возраста.
Из 3398 домашних хозяйств 61,4 % представляли собой семьи: 42,1 % совместно проживающих супружеских пар (14,1 % с детьми младше 18 лет); 13,8 % — женщины, проживающие без мужей и 5,4 % — мужчины, проживающие без жён. 38,6 % не имели семьи. В среднем домашнее хозяйство ведут 2,22 человека, а средний размер семьи — 2,84 человека. В одиночестве проживали 34,8 % населения, 16,4 % составляли одинокие пожилые люди (старше 65 лет).

## Экономика
В 2014 году из 6419 человек старше 16 лет имели работу 3042. При этом мужчины имели медианный доход в 50 021 долларов США в год против 28 623 долларов среднегодового дохода у женщин. В 2014 году медианный доход на семью оценивался в 48 056 $, на домашнее хозяйство — в 38 253 $. Доход на душу населения — 19 249 $ в год.